# Boris Jegorov
Boris Borisovitj Jegorov (Борис Борисович Егоров) (født 26. november 1937, død 12. september 1994) var en sovjetisk læge-kosmonaut. 

## Karriere
- Kosmonaut 1964 (?)
- Rumflyvninger
  - Voskhod 1
  - Samlet tid i rummet:
- Ophør som kosmonaut 1964 (?).

Under sine studier til læge var Jegorov blevet involveret i Jurij Gagarins træning, og han blev interesseret i rummedicin. Hans udvælgelse kan være præget af hans fars forbindelse til Politbureauet. Han var gift tre gange.